# Val-de-Roulans
Val-de-Roulans é uma comuna francesa na região administrativa de Borgonha-Franco-Condado, no departamento de Doubs. Estende-se por uma área de 2,99 km². Em 2010 a comuna tinha 203 habitantes (densidade: 67,9 hab./km²).